# Contopus albogularis
Contopus albogularis là một loài chim trong họ Tyrannidae.